# Commodores
Commodores su američki glazbeni sastav osnovan 1968. u Tuskegeeu (SAD).
Sastav je najveći komercijalni uspjeh doživio u vremenu suradnje s Lionelom Richiejem (1968. – 1982.). Ponovni uspjeh doživjeli su 1985. albumom Nightshift koji je posvećen Marvinu Gayeu i Jackieu Wilsonu, a s istog je albuma i pjesma "Nightshtift" za koju su nagrađeni nagradom Grammy 1985. Nakon singla "Goin' to the Bank" iz 1986. sastav nije imao većeg komercijalnog uspjeha, iako su i nakon njega nastavili s djelovanjem.
Iz vremena najveće popularnosti su uspješni singlovi poput balada "Easy" (1977.), "Three Times a Lady" (1978.), "Sail On" (1979.), "Still" (1979.) i "Nightshift" (1985.); te funkom nadahnuti "Brick House" (1977.), "Fancy Dancer" (1977.), "Too Hot ta Trot" (1978.) te "Lady (You Bring Me Up)" (1981.).

## Članovi sastava

### Trenutačni
- William "WAK" King – truba, gitara, klavijature, vokali (1968. – )
- Walter Orange – vokali, bubnjevi (1972. – )
- James Dean Nicholas – vokali (1984. – )

### Bivši
- Lionel Richie – vokali, klavijature, saksofon (1968. – 1982.)
- Milan Williams – klavijature, ritam gitara (1968. – 1989.)
- Thomas McClary – glavna gitara, vokali (1968. – 1983.)
- Andre Callahan – bubnjevi, vokali, klavijature (1968. – 1970.)
- Michael Gilbert – bas-gitara, truba (1968. – 1970.)
- Eugene Ward – klavijature (1968. – 1970.)
- Ronald LaPread – bas-gitara (1970. – 1986.)
- James Ingram – vokali, bubnjevi (1970. – 1972.)
- Skyler Jett – vokali (1982. – 1984.)
- Sheldon Reynolds – glavna gitara (1983. – 1987.)
- Mikael Manley – glavna gitara (1995. – 2005.)

## Studijski albumi
- Machine Gun (1974.)
- Caught in the Act (1975.)
- Movin' On (1975.)
- Hot on the Tracks (1976.)
- Commodores (1977.)
- Natural High (1978.)
- Midnight Magic (1979.)
- Heroes (1980.)
- In the Pocket (1981.)
- Commodores 13 (1983.)
- Nightshift (1985.)
- United (1986.)
- Rock Solid (1988.)
- No Tricks (1993.)

## Vanjske poveznice
- Službene stranice sastava